# 小行星440
小行星440（440 Theodora）是一颗围绕太阳公转的小行星。1898年10月13日，埃德溫·福士特·柯丁頓在汉密尔顿山描述了此天体。
該小行星以柯丁顿的助手朱利爾斯·F·史東（Julius F. Stone）的女儿狄奧朵拉（Theodora）命名。
这颗小行星的绝对星等为11.5等。

## 相关條目
- 小行星列表/10001-11000

## 外部連結
- Asteroid Lightcurve Database (LCDB) （页面存档备份，存于）, query form (info （页面存档备份，存于）)
- Dictionary of Minor Planet Names, Google books
- Discovery Circumstances: Numbered Minor Planets (10001)-(15000) （页面存档备份，存于） – Minor Planet Center
- 小行星440 at AstDyS-2, Asteroids—Dynamic Site
  - Ephemeris · Observation prediction · Orbital info · Proper elements · Observational info
- NASA JPL小天體瀏覽器上的小行星440

| 前一小行星： 小行星439 | 小行星列表 | 後一小行星： 小行星441 |